# Каминский, Вячеслав Иванович
Каминский, Вячеслав Иванович (1884 — 1943) — профессор кафедры «Геодезия и гидравлика» Саратовского автомобильно-дорожного института (САДИ).

## Биография
Родился 5 марта 1884 года в Санкт-Петербурге .
В 1910 году  окончил геодезическое отделение Константиновского межевого института. Начал трудовую деятельность в должности преподавателя среднего строительно-технического училища Москвы.
С 1912 по 1914 год работал межевым ревизором Кумжинского губернского по крестьянским делам Присутствия в Санкт-Петербурге.
В 1916 году окончил Московский сельскохозяйственный институт.
В 1917 году назначен старшим специалистом по аэрогидромеханике при научном отделе главного аэродрома Управления Военного воздушного флота (УВВФ) Петрограда. Окончил курсы авиации при Московском высшем техническом училище.
Защитил диссертацию, утвержден в звании адъюнкта, в должности экстраординарного профессора.
В 1922 году назначен заведующим кафедрой «Геодезия», деканом технологического факультета Херсонского политехнического института  и заведующим Всеукраинской государственной Черноморско-Азовской научно-промысловой опытной станции .
В 1924 году работал в должности старшего геодезиста Украинского геодезического управления.
С 1924 по 1925 год занимал должность профессора Екатеринославского Высшего землеустроительного техникума, руководил кафедрой «Геодезия и землеустроительное проектирование».
С 1925 по 1930 год работал в Харьковском геодезическом и землеустроительном институте до его закрытия.
С 1930 по 1931 год занимал должность доцента кафедры «Геодезия» Владивостокского сельскохозяйственного института.
С 1931 по 1933 год работал в Уральском автодорожном институте (УАДИ)   в Тюмени, вел курс гидравлики и дорожной климатологии. Являлся председателем секции научных работников. В институте при его непосредственном участии в 1932 году были созданы две кафедры: кафедра геодезии и кафедра аэросанного, автосанного и глиссерного транспорта. В.И. Каминский руководил обеими кафедрами. Общее руководство работой кафедр осуществляло НИИ Московского автомобильно-дорожного института. Работа кафедр осуществлялась в интересах развития транспортных магистралей Уральского Севера с целью освоения природных богатств края и налаживания постоянной экономической связи с Европейской частью России и заграницей. Кафедра геодезии заняла первое место среди кафедр автодорожных институтов страны. В. И. Каминский также руководил заочным сектором института .
В 1933 году начал работать в Саратовском автодорожном институте. С 1933 по 1943 год руководил кафедрой «Геодезия и гидравлика». В 1933 году возглавил вновь созданное в САДИ бюро научно-исследовательских работ . Бюро занималось организацией и координацией научной деятельности кафедр института .
Ученики В.И. Каминского, выпускники дорожно-строительного факультета Н. Лиханин, С. Аргутин, А. Пьяных, В. Офицеров, М. Киселев, В. Косарев, В. Попов, В. Лодкин, Н. Юргазин,  А. Абызгильдин  через много лет в числе других преподавателей с благодарностью вспоминали преподавателя Каминского .
Скончался в 1943 году.

## Научно-методические труды
Научная тематика: геодезия, гидравлика, климатология. Опубликовал 48 научных работ .
- В.И. Каминский. Топографическое черчение. — Херсон: Херсонский политехнический институт, 1918. — 80 с.
- В.И. Каминский. План г. Тирасполя: Пособие по топографическому черчению. — В.И. Каминский, 1918. — 54 с.
- В.И. Каминский. Об установлении заповедных зон на Днепре и Днепровском лимане и о нарастании дельты // Бюлл. Всеукр. Черноморо-Азовс. науч. - пром. опыт. станции. - №12.  – С. 24-30. — 1923. [2]
- В.И. Каминский. Практика низшей геодезии. — Одесса: Госиздат, 1924. — 48 с.
- В.И. Каминский. Авторское свидетельство №26451 на изобретение «Гидрометрическая вертушка». — СССР, 1932. — 2 с. [8]
- В.И. Каминский. Конспект по гидромеханике. — Саратов: Саратовский автомобильно-дорожный институт, 1935. — 139 с.
- Под редакцией И.И. Прокофьева, В.И. Каминкого, Г.И. Климчицкого, К.И. Штауба, К.П. Севрова, И.С. Ротенбурга. Труды Саратовского автомобильно-дорожного института имени В. М. Молотова. Сб. 3. — Саратов: Саратовское областное государственное издательство, 1939.

## Комментарии
1. ↑  Уральский автодорожный институт просуществовал немногим более двух лет. Студенты и преподаватели были командированы в другие учебные заведения и на заводы. Часть студентов продолжили учиться в Саратовском автомобильно-дорожном институте [3]